# Ulting
 (avril 2023).
Ulting est un village et une paroisse civile de l'Essex, en Angleterre.